# Wyzwolenie Pracy
Wyzwolenie Pracy – organizacja robotnicza o założeniach marksistowskich, która powstała w 1883 przez rosyjskich emigrantów w Szwajcarii z inicjatywy Gieorgija Plechanowa.
Była to pierwsza w historii rosyjska organizacja robotnicza o profilu marksistowskim.